# Comusia bicoloricornis
Comusia bicoloricornis là một loài bọ cánh cứng trong họ Cerambycidae.